# Demansia
Demansia är ett släkte av ormar som ingår i familjen giftsnokar och i underfamiljen havsormar.
Arterna är med en längd upp till 75 cm eller sällan upp till 150 cm små till medelstora ormar. De förekommer i Australien och på södra Nya Guinea. Habitatet varierar mellan regnskogar och öknar. Dessa ormar jagar groddjur och ödlor och dessutom äts ägg från andra kräldjur. Honor lägger ägg. Det giftiga bettet orsakar troligtvis inga allvarliga skador hos människor.
Arter enligt Catalogue of Life:
- Demansia atra
- Demansia calodera
- Demansia olivacea
- Demansia papuensis
- Demansia psammophis
- Demansia rufescens
- Demansia simplex
- Demansia torquata